# غالتييري سيكامينو
غالتييري سيكامينو (بالإيطالية: Gualtieri Sicaminò)‏ هي بلدية في مقاطعة ميسينا في صقلية الإيطالية.

## السكان
في سنة 1861 بلغ عدد السكان 2٬891 نسمة، وتطور العدد ليصل في سنة 2011 لـ 1٬834 نسمة.
يظهر هذا المخطط البياني تطور النمو السكاني لـ غالتييري سيكامينو